# Пшисюлек (Люблінське воєводство)
Пшисюлек (пол. Przysiółek) — село в Польщі, у гміні Савин Холмського повіту Люблінського воєводства.
У 1975-1998 роках село належало до Холмського воєводства.